# Guignicourt
Guignicourt és un municipi francès situat al departament de l'Aisne i a la regió dels Alts de França. L'any 2007 tenia 2.142 habitants.

## Demografia

### Població
El 2007 la població de fet de Guignicourt era de 2.142 persones. Hi havia 883 famílies de les quals 249 eren unipersonals (68 homes vivint sols i 181 dones vivint soles), 269 parelles sense fills, 309 parelles amb fills i 56 famílies monoparentals amb fills.
La població ha evolucionat segons el següent gràfic:
Habitants censats

### Habitatges
El 2007 hi havia 960 habitatges, 893 eren l'habitatge principal de la família, 18 eren segones residències i 49 estaven desocupats. 793 eren cases i 165 eren apartaments. Dels 893 habitatges principals, 608 estaven ocupats pels seus propietaris, 273 estaven llogats i ocupats pels llogaters i 12 estaven cedits a títol gratuït; 4 tenien una cambra, 60 en tenien dues, 125 en tenien tres, 242 en tenien quatre i 462 en tenien cinc o més. 616 habitatges disposaven pel capbaix d'una plaça de pàrquing. A 414 habitatges hi havia un automòbil i a 350 n'hi havia dos o més.

### Piràmide de població
La piràmide de població per edats i sexe el 2009 era:
| Homes | Edats   | Dones |
| ----- | ------- | ----- |
| 0     | 95 o +  | 0     |
| 0     | 90 a 94 | 20    |
| 16    | 85 a 89 | 24    |
| 16    | 80 a 84 | 4     |
| 20    | 75 a 79 | 48    |
| 40    | 70 a 74 | 56    |
| 48    | 65 a 69 | 64    |
| 40    | 60 a 64 | 44    |
| 60    | 55 a 59 | 44    |
| 108   | 50 a 54 | 108   |
| 104   | 45 a 49 | 88    |
| 68    | 40 a 44 | 60    |
| 76    | 35 a 39 | 84    |
| 48    | 30 a 34 | 52    |
| 80    | 25 a 29 | 76    |
| 44    | 20 a 24 | 52    |
| 72    | 15 a 19 | 80    |
| 132   | 10 a 14 | 72    |
| 56    | 5 a 9   | 80    |
| 52    | 0 a 4   | 60    |

## Economia
El 2007 la població en edat de treballar era de 1.360 persones, 953 eren actives i 407 eren inactives. De les 953 persones actives 868 estaven ocupades (461 homes i 407 dones) i 84 estaven aturades (37 homes i 47 dones). De les 407 persones inactives 161 estaven jubilades, 125 estaven estudiant i 121 estaven classificades com a «altres inactius».

### Ingressos
El 2009 a Guignicourt hi havia 895 unitats fiscals que integraven 2.176,5 persones, la mediana anual d'ingressos fiscals per persona era de 17.571 €.

### Activitats econòmiques
Dels 102 establiments que hi havia el 2007, 1 era d'una empresa extractiva, 3 d'empreses alimentàries, 2 d'empreses de fabricació de material elèctric, 3 d'empreses de fabricació d'altres productes industrials, 9 d'empreses de construcció, 17 d'empreses de comerç i reparació d'automòbils, 7 d'empreses de transport, 6 d'empreses d'hostatgeria i restauració, 2 d'empreses d'informació i comunicació, 6 d'empreses financeres, 7 d'empreses immobiliàries, 10 d'empreses de serveis, 18 d'entitats de l'administració pública i 11 d'empreses classificades com a «altres activitats de serveis».
Dels 35 establiments de servei als particulars que hi havia el 2009, 1 era una oficina d'administració d'Hisenda pública, 1 oficina de correu, 3 oficines bancàries, 4 tallers de reparació d'automòbils i de material agrícola, 1 taller d'inspecció tècnica de vehicles, 1 autoescola, 3 paletes, 2 lampisteries, 2 electricistes, 4 perruqueries, 2 veterinaris, 6 restaurants, 2 agències immobiliàries, 1 tintoreria i 2 salons de bellesa.
Dels 6 establiments comercials que hi havia el 2009, 1 era un hipermercat, 2 fleques, 1 una fleca, 1 una peixateria i 1 una joieria.
L'any 2000 a Guignicourt hi havia 12 explotacions agrícoles que ocupaven un total de 1.362 hectàrees.

## Equipaments sanitaris i escolars
L'únic equipament sanitari que hi havia el 2009 era una farmàcia.
El 2009 hi havia 1 escola maternal i 1 escola elemental. Guignicourt disposava d'un col·legi d'educació secundària amb 303 alumnes.

## Poblacions més properes
El següent diagrama mostra les poblacions més properes.